# Франсуа де Монморанси-Вастин
Франсуа де Монморанси (фр. François de Montmorency; ум 1594, замок Берсе), сеньор де Вастин — государственный деятель Испанских Нидерландов.

## Биография
Сын Жана I де Монморанси, сеньора де Вастин, и Анны де Блуа-Трелон. Сеньор де Берсе, Вандежи, Сантен, Бёври, Аллем и пр.
Наследовал отцу в юном возрасте, и первое время правил под опекой дядей по матери, Луи де Блуа, сеньора де Трелона, и Филиппа де Ставеля, барона де Шомона.
Командовал полком валлонской пехоты из шести рот, несколько раз был губернатором Лилля, Дуэ и Орши в период борьбы с Нидерландской революцией.
После казни испанцами Флориса де Монтиньи сеньор де Вастин стал старшим представителем рода Монморанси в Нидерландах, после чего отказался от прежних эмблем линии Монмранси-Фоссё с бризурами и принял полный герб прямой линии рода.

## Семья
1-я жена (30.04.1550): Элен Вилен, дама д'Эстерр, дочь Адриана III Вилена, сеньора Рассенгена, вице-адмирала Нидерландов, и Маргариты де Ставель, дамы д'Изенген
Дети:
- Максимильен де Монморанси, ум. юным
- Луи де Монморанси-Вастин (ок. 1554 — 30.03.1585), сеньор де Бёври. Жена (31.07.1577): Жанна де Сент-Омер (ум. 1584), дочь Жана де Сент-Омера, сеньора де Морбека, и Жаклин д’Ив, дамы де Робек
- Никола де Монморанси (ок. 1556 — 16.05.1617), граф д’Эстерр. Жена (1589): Анна де Крой (ум. 1618), дочь Жака де Кроя, сеньора де Сампи и де Д’Эклюз, и Анны ван Горн
- Жан де Монморанси (ум. 1596), сеньор де Аллем. Умер картезианцем в Валансьене
- Филиппа де Монморанси. Муж (31.03.1585): Адриен де Гомьекур
- Анна де Монморанси (ум. 1604), монахиня в Бетюне
- Мария де Монморанси, ум. юной
- Шарлотта де Монморанси, ум. юной

2-я жена: Жаклин де Рекур, дочь Франсуа де Рекура и Барб де Сент-Омер